# Jeremyomyces
Jeremyomyces is een monotypisch geslacht van schimmels behorend tot de familie Phaeosphaeriaceae. Het bevat alleen Jeremyomyces labinae.